# Irene Fornaciari
Irene Fornaciari (Pietrasanta, Toscana; 24 de diciembre de 1983) es una cantante y compositora italiana. 
Participó en el Festival de Sanremo en 2009 en la categoría «Nuevas propuestas», pero se hizo famosa en 2010 cuando participó, junto con Nomadi, en la categoría «Artistas», con la canción «Il mondo piange». Ha publicado dos álbumes y siete singles de colección.

## Carrera

### 1983-2006: Primeros años e inicios de carrera
Hija del cantante Zucchero, comenzó su carrera en 1998 participando en el álbum Bluesugar, dúo con su padre en la canción «Karma». En 2002 tradujo en textos italianos la banda sonora de los dibujos animados de DreamWorks Spirit, compuesta por Bryan Adams; los textos son interpretados por su padre Zucchero. Al año siguiente trabajó en el musical Los diez mandamientos en el papel de Myriam.
Dos años más tarde participó como telonera en conciertos de su padre, hasta 2005. En 2006 hizo su debut oficial con su primer sencillo titulado «Mastichi aria». Abrió algunos conciertos de  Niccolò Fabi, Paola Turci y Edoardo Bennato junto a Alex Britti.
En diciembre de 2006 formó parte en las selecciones para el Festival de Sanremo 2007 con la canción «Un sole dentro», que salió entre las 16 canciones semifinalistas, pero no entró en la de los 11 finalistas, quedando así excluidos. Más tarde, la canción salió como un sencillo en anticipación de la publicación, el 27 de abril, de su álbum de debut: Vertigini in fiore.

### 2007-presente

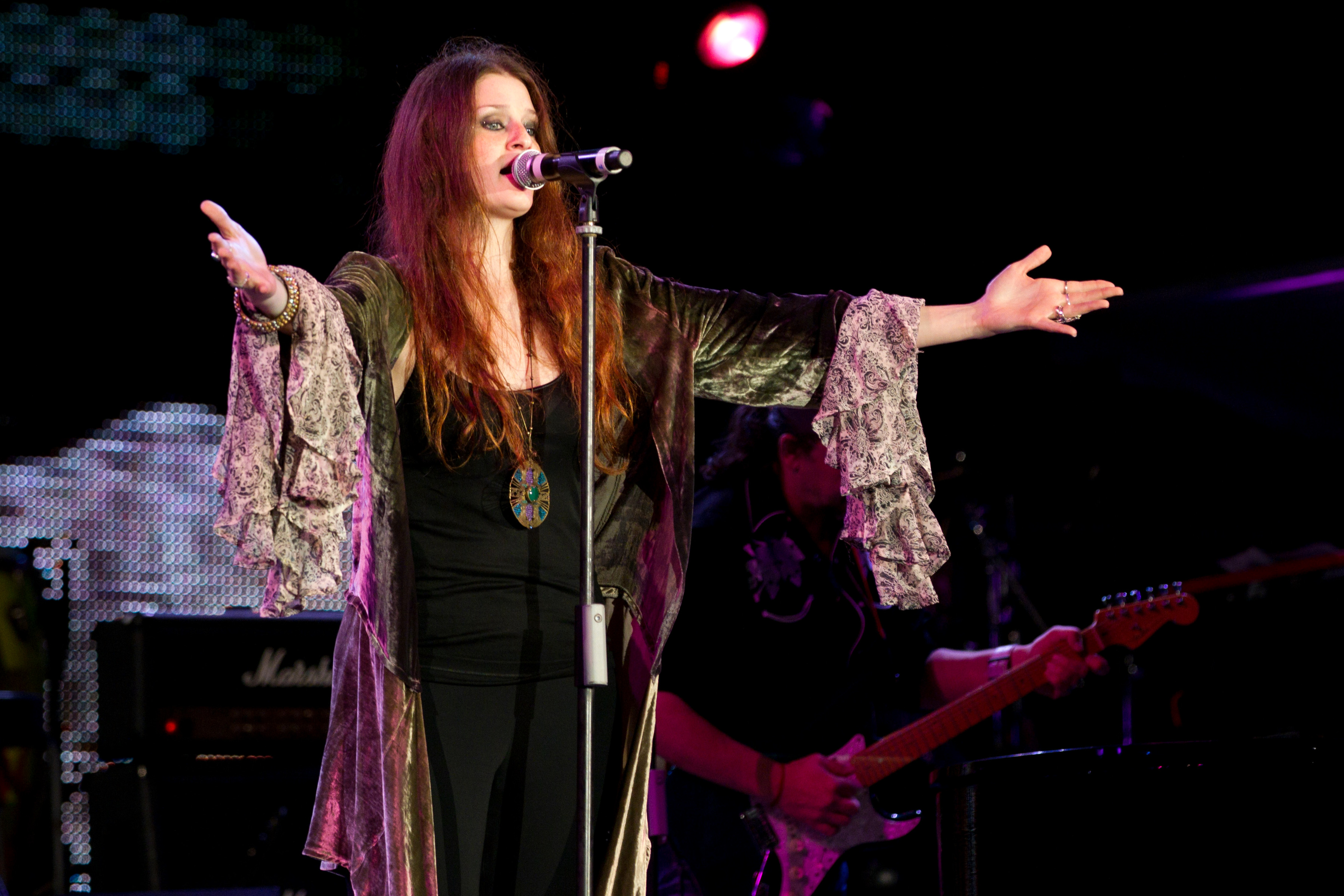

En 2007 hizo de telonera de su padre en el Fly World Tour. El 21 de septiembre lanzó su cuarto single, «Un giro in giro». Al año siguiente, la cantante participa en el Festival de San Remo en la categoría «Nuevas Propuestas», con la canción «Spiove il sole».
En febrero de 2017 viaja a Chile, a participar en el más importante festival internacional de la canción en Latinoamérica, en Viña del Mar, representando a Italia con la canción «Questo Tempo». Lamentablemente la canción no pasó a la final, pero Fornaciari demostró una gran interpretación y cualidades de una gran artista en potencia, que dejaron maravillados al público que la vio por televisión o en vivo durante sus dos presentaciones.